# Université Paris-Sorbonne
Pour les autres utilisations du mot Sorbonne, voir Sorbonne (homonymie).
Ne doit pas être confondu avec Université Panthéon-Sorbonne, Sorbonne Nouvelle, Sorbonne Université, Université Sorbonne-Paris-Nord ou Faculté des lettres de Sorbonne Université.
« Paris IV » redirige ici.  Pour le 4e arrondissement de Paris, voir 4e arrondissement de Paris.
L’université Paris-Sorbonne (Paris-IV) est une université française ayant existé sous ce nom entre 1971 et 2018 (après la scission de la nouvelle université de Paris, dite la Sorbonne). Spécialisée dans le domaine des lettres, des arts et des sciences humaines, elle est devenue, depuis le 1er janvier 2018, la faculté des lettres de Sorbonne Université, après fusion avec l'université Pierre-et-Marie-Curie (université Paris-VI).
Dès 2010, Paris-Sorbonne établit des partenariats avec l'université Pierre-et-Marie-Curie, le Muséum national d'histoire naturelle, l'université de technologie de Compiègne et l'INSEAD, pour former le regroupement Sorbonne Universités. L'université Paris-Sorbonne est l’université française ayant le plus grand nombre de filières classées parmi les meilleures du monde, avec 22 programmes dans le Top 100. Parmi ces programmes, 12 figurent dans les 50 premiers.

## Histoire

### 1968: scission de l'université de Paris
Paris-Sorbonne est créée à la suite de la réforme de l'université préparée par Edgar Faure en 1968. À cette date, l'université de Paris, divisée en cinq facultés, est fractionnée en plusieurs universités interdisciplinaires. Certaines, dont l'université Paris-Sorbonne, conservent le nom de « Sorbonne » et des locaux au centre historique de l'université de Paris, essentiellement dévolus jusqu’alors aux facultés des lettres et des sciences.

### 1971: création de l'université
Les professeurs étant libres de se répartir comme ils l'entendaient, beaucoup se réunirent dans un premier temps selon leur couleur politique, notamment face aux événements de Mai 68. Paris-Sorbonne regroupa ainsi surtout les professeurs « de droite », par opposition à Paris-I Panthéon-Sorbonne, qui était marquée « à gauche ». C'est ce qui explique leurs orientations scientifiques divergentes. Pour prendre l'exemple de l'histoire des sociétés, Paris-Sorbonne s'illustra ainsi par une historiographie suivant les thèses de Roland Mousnier et marqua toujours une distance à l'égard de l'analyse marxiste de Boris Porchnev, à l'honneur à Paris-I Panthéon-Sorbonne[réf. nécessaire].
En dépit du renouvellement des générations de professeurs et d'étudiants, l'université Paris-Sorbonne a conservé sa réputation que la dureté des grèves du printemps 2009 dans cette université n'a pas écornée.

### 2010-2017: alliances puis fusion avec Paris-VI
En 2010, Paris-II « Panthéon-Assas » (qui finalement refusa la fusion), Paris-IV « Paris-Sorbonne » et Paris-VI « Pierre et Marie Curie » créent Sorbonne Universités, qui existe jusqu'à fin 2017, quand elle est dissoute et remplacée par la nouvelle université Sorbonne Université, issue de la fusion des deux universités Pierre-et-Marie-Curie et Paris-Sorbonne, le 1er janvier 2018,.

### Université Paris-Sorbonne – Abu Dhabi
En février 2006, l'établissement et les Émirats arabes unis signent un accord de coopération pour la création d'une nouvelle université, baptisée « université Paris-Sorbonne-Abu Dhabi » (la capitale du pays), inaugurée le 18 novembre de la même année. Cet accord (article 1-3) garantit à cette université l'exclusivité de l'usage du nom « Sorbonne» pour l'ensemble du Proche et du Moyen-Orient. C'est la première fois qu'une université française s'implante à l'étranger, suivant ainsi le mouvement d'internationalisation de l'enseignement supérieur. Le président, Jean-Robert Pitte, déclare envisager alors la création d'autres antennes à l'étranger, aux États-Unis et en Asie de l'Est.

### Historique des présidents
Au cours de son existence, huit présidents dirigent l'établissement : 
| Portrait                                                                | Identité                         | Période | Période | Durée |
| Portrait                                                                | Identité                         | Début   | Fin     | Durée |
| ----------------------------------------------------------------------- | -------------------------------- | ------- | ------- | ----- |
| Pas de portrait sous licence libre disponible pour Alphonse Dupront.    | Alphonse Dupront (1905 - 1990)   | 1971    | 1976    | 5 ans |
| Pas de portrait sous licence libre disponible pour Raymond Polin.       | Raymond Polin (1910 - 2001)      | 1976    | 1981    | 5 ans |
| Pas de portrait sous licence libre disponible pour Jacques Bompaire.    | Jacques Bompaire (1924 - 2009)   | 1981    | 1988    | 7 ans |
| Pas de portrait sous licence libre disponible pour Michel Meslin.       | Michel Meslin (1926 - 2010)      | 1988    | 1993    | 5 ans |
| Pas de portrait sous licence libre disponible pour Jean-Pierre Poussou. | Jean-Pierre Poussou (né en 1938) | 1993    | 1998    | 5 ans |
| Georges Molinié                                                         | Georges Molinié (1944 - 2014)    | 1998    | 2003    | 5 ans |
| Jean-Robert Pitte en 2013.                                              | Jean-Robert Pitte (né en 1949)   | 2003    | 2008    | 5 ans |
| Georges Molinié                                                         | Georges Molinié (1944 - 2014)    | 2008    | 2012    | 4 ans |
| Barthélémy Jobert, 25 avril 2015.                                       | Barthélémy Jobert, (né en 1962)  | 2012    | 2017    | 5 ans |

## Composantes

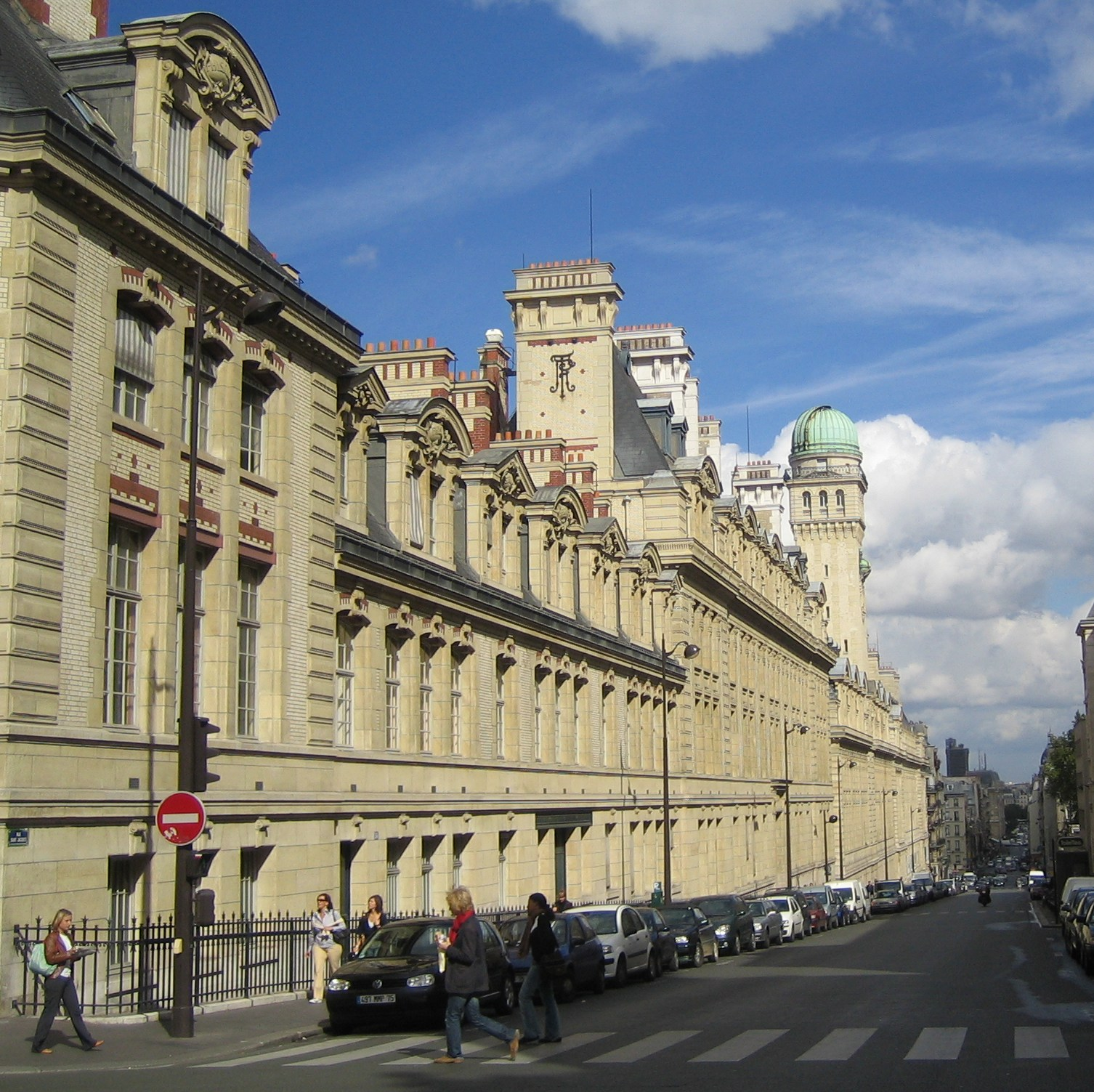
Bâtiments de l'université Paris-Sorbonne depuis la rue Saint-Jacques.

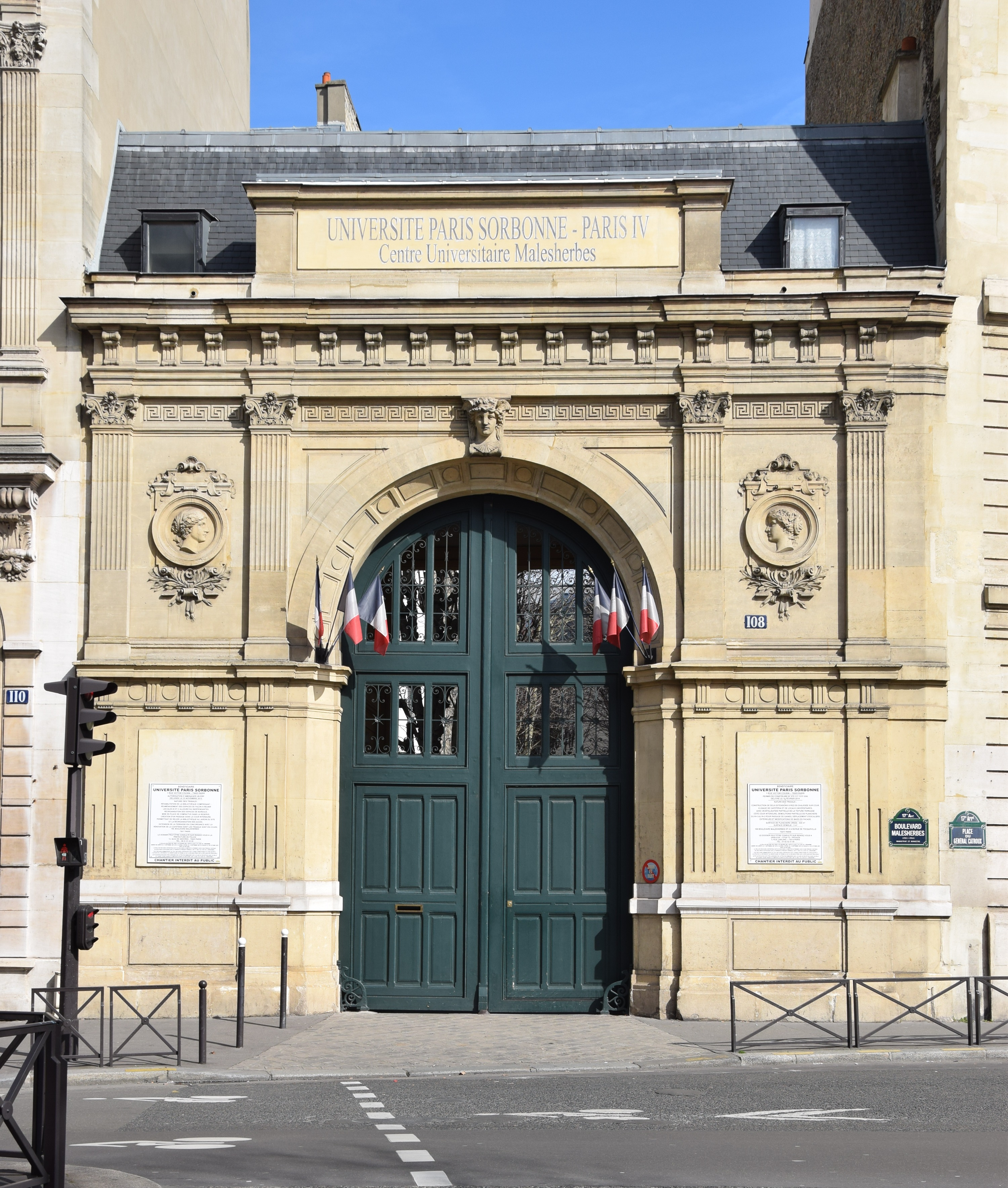
Centre Malesherbes.

L'université est structurée en unités de formation et de recherche pour les enseignements de 1er et de 2e cycle et des écoles doctorales. Elle compte deux écoles internes : l'École des hautes études en sciences de l'information et de la communication (CELSA) et l’institut national supérieur du professorat et de l'éducation (INSPÉ) de Paris, ainsi que des laboratoires de recherche, tel l'ENeC en géographie.
L'établissement se présente comme l'héritier de la faculté de lettres de Paris. De ce fait, ses formations sont axées sur les humanités et les sciences humaines en général, comme le montre la liste des unités de formation et de recherche :
- arts :
  - histoire de l'art et archéologie,
  - musique et musicologie ;
- langues :
  - études anglophones,
  - études arabes et hébraïques,
  - études germaniques et nordiques,
  - études ibériques et latino-américaines,
  - études italiennes,
  - études slaves,
  - langues étrangères appliquées (LEA) ;
- lettres :
  - grec,
  - latin,
  - langue française,
  - littérature française et comparée ;
- sciences humaines :
  - géographie et aménagement,
  - histoire,
  - philosophie,
  - sociologie et informatique pour les sciences humaines,
  - Institut de recherche sur les civilisations de l’Occident moderne (IRCOM, qui constitue une UFR dérogatoire pluridisciplinaire) ;
- communication :
  - information et communication (CELSA) ;
- enseignement :
  - ESPE.

### Écoles doctorales
L'université Paris-Sorbonne possède sept écoles doctorales membres du Collège doctoral de la Sorbonne :
- mondes anciens et médiévaux ;
- histoire moderne et contemporaine ;
- littératures françaises et comparée ;
- civilisations, cultures, littératures et sociétés ;
- concepts et langages ;
- histoire de l'art et archéologie ;
- géographie.

## Implantation

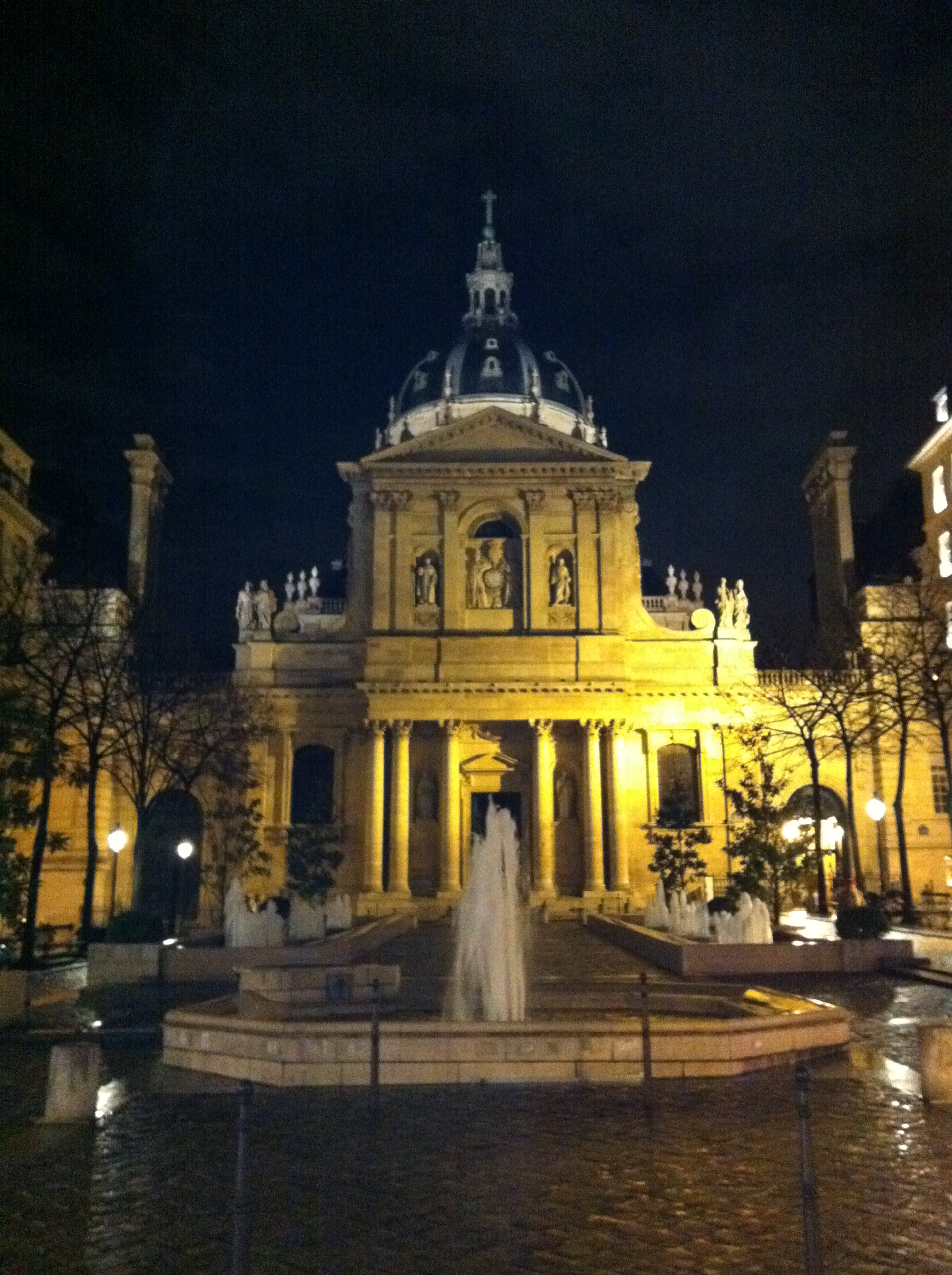
Place Sorbonne

L'enseignement et la recherche se répartissent sur plusieurs lieux géographiques :
- la Sorbonne, rue Victor-Cousin (Ve arrondissement) ;
- la Maison de la recherche, rue Serpente (VIe arrondissement), avec notamment le laboratoire de géographie Espaces, Nature et Culture (ENeC)[18].
- le centre Malesherbes (anciens locaux de HEC), boulevard Malesherbes (XVIIe arrondissement) ;
- le centre Clignancourt, rue Francis-de-Croisset (XVIIIe arrondissement) ;
- l’Institut d'art et d'archéologie (Centre Michelet), 3, rue Michelet (VIe arrondissement) ;
- l’Institut national d'histoire de l'art (INHA), rue Vivienne (IIe arrondissement) ;
- l’Institut de géographie et aménagement, rue Saint-Jacques (Ve arrondissement) ;
- l’Institut d’études ibériques et latino-américaines, rue Gay-Lussac (Ve arrondissement) ;
- le Centre d'études catalanes, rue Sainte-Croix-de-la-Bretonnerie (IVe arrondissement) ;
- le Centre d'études slaves, rue Michelet (VIe arrondissement) ;
- le Centre international d'études francophones, Paris-IV, rue Victor-Cousin (Ve arrondissement) ;
- l’École des hautes études en sciences de l’information et de la communication (CELSA), rue de Villiers, Neuilly-sur-Seine ;
- l’Institut d'urbanisme et d'aménagement, rue Serpente (VIe arrondissement) ;
- l'institut national supérieur du professorat et de l'éducation de Paris (XVIe arrondissement) dépend administrativement de Paris-IV.

De façon générale, et comme les autres universités parisiennes, Paris-Sorbonne manque de place (voir le rapport Larrouturou) : les surfaces sont émiettées, les implantations sont sur plusieurs sites, entre le centre de Paris, Clignancourt et Neuilly. La campagne de restauration du Grand Palais, dans les années 1990 et 2000, a privé l'université de surfaces occupées alors par son Centre d'études slaves et germaniques. La nouvelle campagne de restauration de la Sorbonne a duré de 2010 à 2015. La nature même du chantier a consommé de façon définitive une partie des surfaces, notamment pour remanier le plan d'évacuation, pour la protection contre les incendies et pour mettre aux normes le bâtiment historique. Le résultat des rénovations, spectaculaire, permet aux étudiants de travailler dans les meilleures conditions et offre une belle vitrine appréciée des étudiants étrangers. L'inauguration de la bibliothèque refaite, classée monument historique, a eu lieu le 15 novembre 2013 en présence du maire de Paris Bertrand Delanoë.

## Bibliothèques

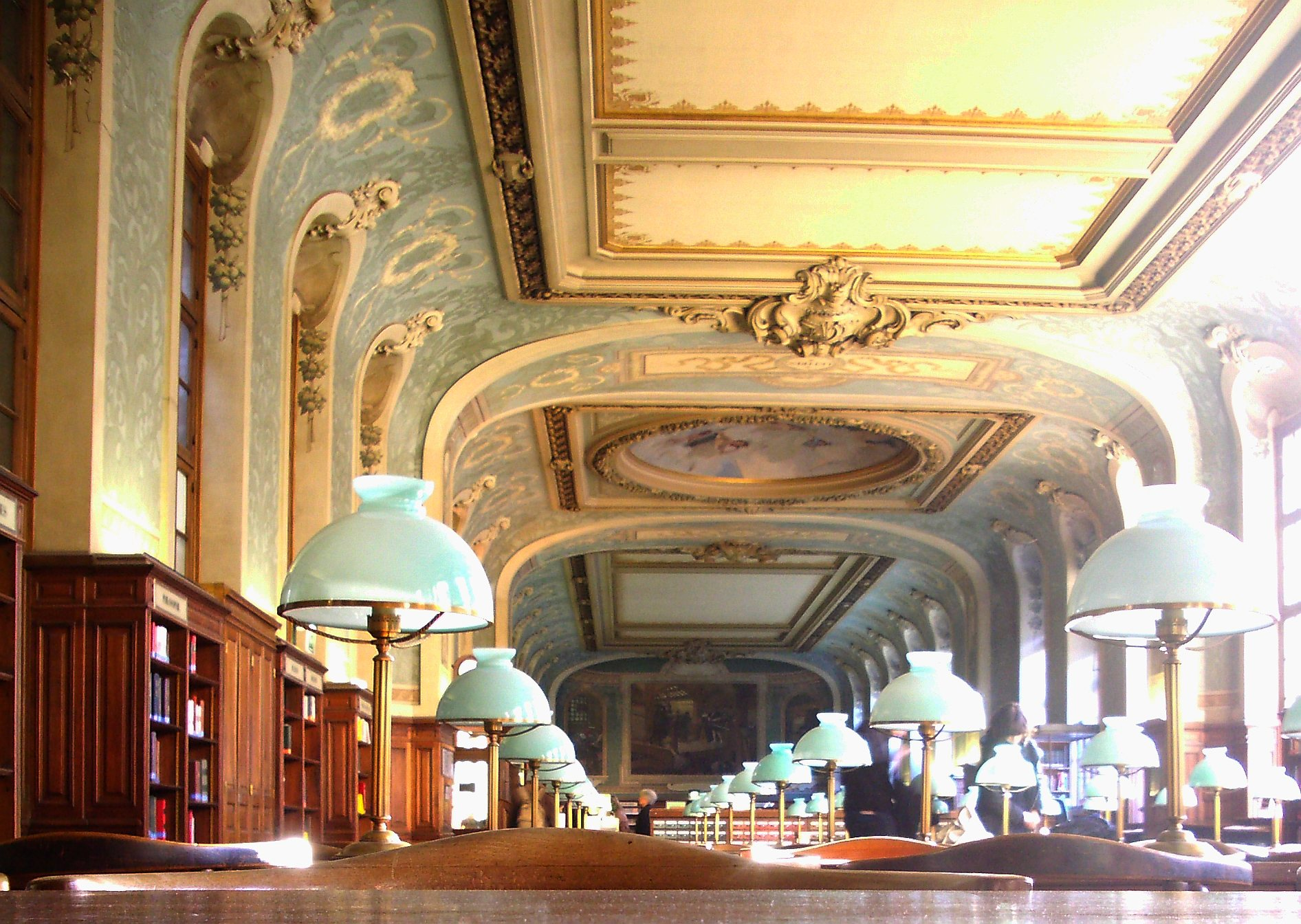
Salle de lecture de la Bibliothèque interuniversitaire de la Sorbonne (BIS)

Le service commun de la documentation (SCD) de l'université est réparti sur plusieurs sites :
- bibliothèque Malesherbes : ouverte en 1999, spécialisée dans les langues, littératures et civilisations étrangères des domaines germanique, néerlandais, nordique, slave, italien et roumain, avec une collection de 250 000 ouvrages ;
- bibliothèque Clignancourt : généraliste, 70 000 ouvrages ;
- bibliothèque Serpente, au sein de la Maison de la recherche : spécialisée en histoire (ancienne, moderne et contemporaine) et en sciences humaines (humanités, sciences sociales et politiques), 55 000 ouvrages ;
- bibliothèque Marcel-Bataillon, pour les études ibériques et latino-américaines ;
- bibliothèque Michelet, au centre Michelet : spécialisée en art et archéologie, musique et musicologie, elle a été créée en 1996 et succède à la bibliothèque d’Art et d’Archéologie Jacques-Doucet. Environ 100 000 volumes.

Plusieurs bibliothèques sont associées au SCD (bibliothèque du CELSA, bibliothèque du Centre d'études catalanes, bibliothèque de l'Institut d'études augustiniennes, etc.). Il existe également des bibliothèques d'UFR. Enfin, les étudiants ont accès aux différentes bibliothèques interuniversitaires de Paris : bibliothèque de la Sorbonne, bibliothèque Sainte-Barbe, bibliothèque Sainte-Geneviève, Bibliothèque universitaire des langues et civilisations (BULAC), etc.

## Les Presses de l'université Paris-Sorbonne
Après la création de Sorbonne Université au 1er janvier 2018, les Presses de l'université Paris-Sorbonne (PUPS), la maison d'édition de l'université, sont rebaptisées Sorbonne Université Presses (SUP). Le catalogue rassemble en 2018 plus de 900 titres, avec la publication d'une cinquantaine d'ouvrages par an, répartis en 62 collections, dont une collection de livres de poche, « PUPS essais ». La maison d'édition publie des ouvrages de sciences humaines et des beaux livres :
- histoire :
  - ancienne,
  - médiévale,
  - moderne,
  - contemporaine ;
- géographie physique et culturelle (coll. « Géographie », dirigée par Christian Giusti) ;
- sociologie (coll. « L'intelligence du social », dirigée par Pierre Demeulenaere) ;
- littérature française (coll. « Lettres françaises », dirigée par Michel Murat, et « Mémoire de la critique », dirigée par André Guyaux) et francophone (coll. « Lettres francophones », dirigée par Romuald Fonkoua), ainsi que des études théâtrales (coll. « Theatrum mundi », dirigée par Georges Forestier) ;
- linguistique (coll. « TLSF », dirigée par Olivier Soutet) ;
- civilisation, culture et littératures étrangères :
  - germanique,
  - anglo-saxonne,
  - hispanophone,
  - brésilienne,
  - asiatique ;
- philosophie (coll. « Philosophies », dirigée par Marwan Rashed) ;
- religion
- musique (coll. « Musique/écritures », dirigée par Cécile Davy-Rigaux et Gilles Demonet) ;
- histoire de l'art (coll. « Art’hist », dirigée par Dany Sandron) et esthétique (coll. « Histoire de l'imprimé », dirigée par Adeline Wrona et Hélène Védrine, coll. « Islam », dirigée par Jean-Pierre Van Staëvel) ;
- archéologie (coll. « Passé/Présent », dirigée par Dominique Valbelle) ;
- voyages (coll. « Le voyage dans les Alpes », dirigée par Christian Giusti).

Administrativement, les PUPS sont un service général de l’établissement, dirigé par un professeur des universités : François Moureau (2000-2012), puis Olivier Forcade (2012-2018). Elles avaient pour mission de diffuser la recherche issue de ses écoles doctorales et des centres de recherche qui y sont associés.

## Enseignement et recherche

### Formation

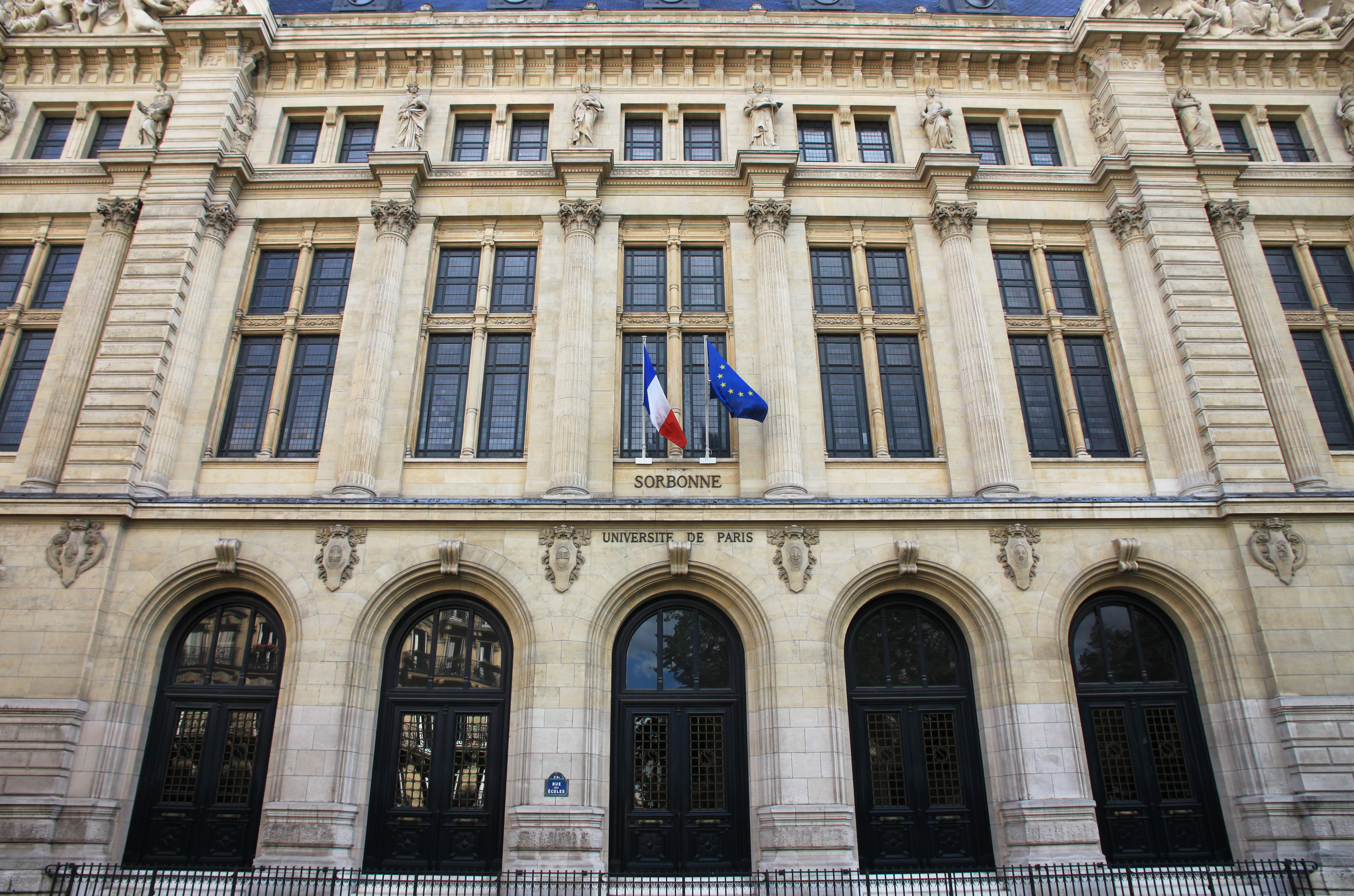
La Sorbonne, entrée principale, rue des Écoles

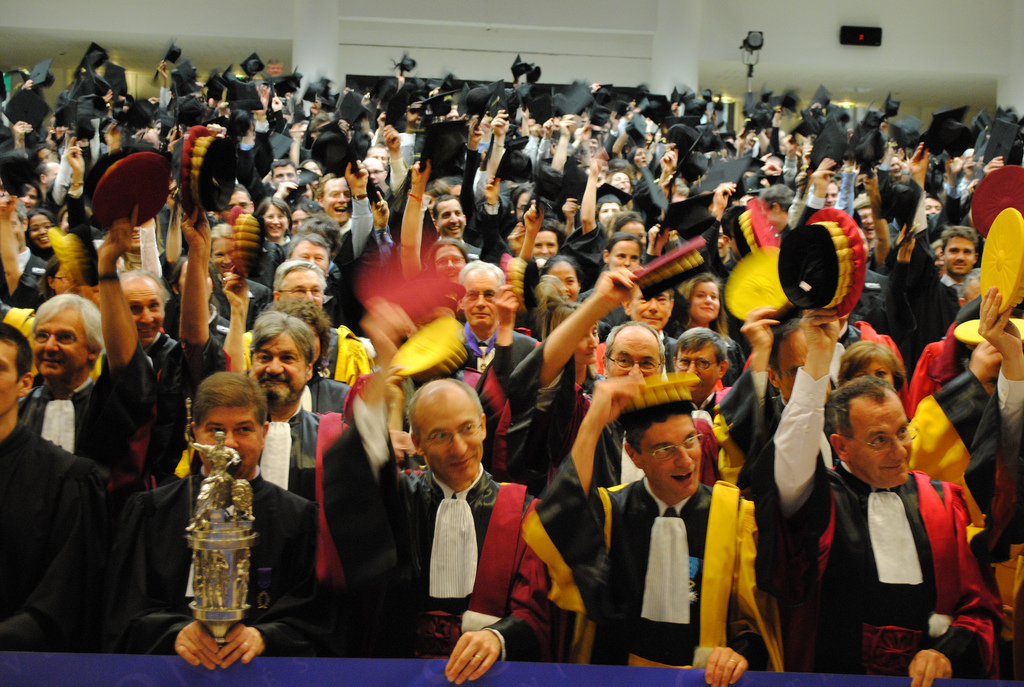
Remise des diplômes de docteurs de Sorbonne Universités le 14 mai 2011.

Pour compléter les cursus plus classiques, l'établissement délivrait, en association avec ses partenaires du PRES Sorbonne Universités, des doubles licences associant ses spécialités, notamment l'histoire, et celles de ses partenaires. Ces coopérations s'articulent dans le projet du collège de la Sorbonne et à plus grande échelle du collège doctoral de la Sorbonne.
Un double master mention « relations internationales » en partenariat avec Panthéon-Assas était proposé aux étudiants des deux universités. Cette formation complétait les cursus en études internationales que les étudiants de l'université pouvaient trouver dans l'UFR d'histoire.
Paris-Sorbonne proposait également un ensemble de doubles cursus au niveau licence cohabilités avec l'Institut d'études politiques de Paris, auquel s'ajoutait depuis l'année 2011 un partenariat avec HEC Paris pour les étudiants qui souhaitaient suivre les cours sur le campus de Jouy-en-Josas.

### Relations internationales
L'université comptait plusieurs types de conventions signées avec des universités étrangères. Dans le cadre de programmes européens, l'établissement avait signé des accords bilatéraux avec 190 universités, pour 830 places offertes. En 2008, 243 étudiants  sont partis à l'étranger dans ce cadre. L'établissement compte aussi d'autres types de partenariats avec 140 universités étrangères, et 75 accords bilatéraux d’échange.
L'université comptait pour l'année 2009 4 660 étudiants étrangers de 144 nationalités, dont 41,8 % venant d'un pays de l'Union européenne. Parmi ces 1 948 étudiants européens, les Italiens viennent en première position avec 17,1 % des effectifs, suivis des Allemands avec 17,1 %, et des Polonais avec 10,6 % des effectifs. Parmi les 2 712 étudiants non issus de l'Union européenne, les étudiants en provenance des États-Unis (13,3 %), de la Russie (7,5 %), et de l’Algérie (7,3 %) étaient les plus nombreux.
Elle comptait aussi trois cursus intégrés avec les universités de Bonn (4 étudiants sortants et 24 entrants) et de Varsovie (1 étudiant sortant, et 7 entrants), et l’université de Florence. Pour l'année 2009, 74 cotutelles de thèses étaient en cours.

### Recherche
L'université Paris-Sorbonne axe sa politique de recherche sur les arts et humanités. Il n'en reste pas moins possible d'effectuer des recherches portant sur d'autres aspects (géographie, histoire de l'art, relations internationales, droit, économie, construction européenne, etc.), les étudiants sont alors inscrits dans l'une des sept écoles doctorales. Celles-ci comptent 750 enseignants-chercheurs qui supervisent les 2 300 doctorants, dont 40 en cotutelle internationales de thèses[réf. nécessaire].

### Scientométrie
L'université est évaluée en novembre 2009 par l'AERES. Le rapport d'évaluation relève comme points positifs le niveau de sa recherche et de son enseignement, ainsi que le niveau de sa vie culturelle, mais relève aussi les problèmes de locaux et la structuration de l'université. Une campagne de restauration de la bibliothèque de la Sorbonne ainsi que des locaux du bâtiment principal de la Sorbonne a lieu de 2011 à 2015. Ces travaux s'accompagnent de l'ouverture du nouveau centre pour les licences sur le site de Clignancourt en 2011.
Dans le classement QS World University Rankings, l'université est classée dans les trente premières mondiales en arts et humanités depuis 2010,,.
Le Times Higher Education classe en 2016 l'université Paris-Sorbonne IV parmi les 60 établissements les plus réputés au monde.

## Vie étudiante

### Évolution démographique
Évolution démographique de la population universitaire 

| 2000   | 2001   | 2002   | 2003   | 2004   | 2005   | 2006   | 2007   |
| ------ | ------ | ------ | ------ | ------ | ------ | ------ | ------ |
| 23 124 | 22 656 | 23 469 | 24 456 | 23 856 | 23 138 | 22 285 | 20 772 |

| 2008   | 2009   | 2010   | 2011   | 2013   | - | - | - |
| ------ | ------ | ------ | ------ | ------ | - | - | - |
| 23 196 | 23 477 | 21 086 | 20 905 | 22 534 | - | - | - |

## Personnalités liées à l'université

### Enseignants
- Reynald Abad, histoire de la France, XVIIe-XVIIIe siècles, prix Guizot de l'Académie française (2003).
- Jean Baechler, sociologie historique, membre de l'Académie des sciences morales et politiques (1999).
- Dominique Barbéris, romancière, littérature française.
- Yves-Marie Bercé, histoire des révoltes à l'époque moderne, prix Madeleine-Laurain-Portemer de l'Académie des sciences morales et politiques (1998) et membre de cette dernière (2007).
- Janine Chanteur, philosophe, prix Biguet de l'Académie française.
- Jean-Claude Cheynet, histoire byzantine, Collège de France.
- Antoine Compagnon, littérature française, professeur au Collège de France.
- Philippe Contamine, histoire médiévale, membre de l'Académie des inscriptions et belles-lettres.
- Denis Crouzet, histoire de la Renaissance, prix Madeleine-Laurain-Portemer de l'Académie des sciences morales et politiques (2008).
- Marc Fumaroli, membre de l'Académie française, et professeur au Collège de France.
- Jean Favier, histoire médiévale, membre de l'Académie des inscriptions et belles-lettres, président de la Commission nationale française pour l'UNESCO.
- Jean Girardon, aménagement, maire de Mont-Saint-Vincent (Saône-et-Loire).
- Nicolas Grimal, égyptologie, prix Gaston-Maspero de l'Académie des inscriptions et belles-lettres et membre de cette dernière, prix Diane-Potier-Boes de l'Académie française.
- Claude Lecouteux, littérature médiévale allemande, prix Strasbourg de l'Académie française.
- Jean-Luc Marion, philosophie, membre de l'Académie française depuis 2008.
- Nicolas Meeùs, histoire de la théorie musicale, analyse musicale.
- François Moureau, littérature française du XVIIIe siècle, directeur des Presses de l'université Paris-Sorbonne (PUPS).
- Danièle Pistone, musicologue, membre correspondant de l'Académie des beaux-arts.
- Jean-Robert Pitte, géographie, membre de l’Académie des sciences morales et politiques depuis 2008.
- Frédéric Regard, littérature britannique, spécialiste des études de genre en France.
- Jean-Yves Tadié, littérature française, grand prix de l'Académie française.
- Jacques Thuillier, Institut d'art et d'archéologie, professeur au Collège de France.
- Jean Tulard, histoire du Premier Empire, membre de l’Académie des sciences morales et politiques.

### Étudiants
- Christine Leang, écrivaine française.
- Etel Adnan, écrivaine française.
- Nikos Aliagas, animateur de télévision français.
- Sabine Aubert, cheffe d'orchestre française.
- Cardinal Philippe Barbarin, cardinal français, archevêque de Lyon et primat des Gaules de 2002 à 2020.
- Jordan Bardella, président du parti Rassemblement national.
- Sophie Boissard, directrice adjointe du cabinet de Christine Lagarde, ministre de l'Économie, des Finances et de l'Emploi.
- Bruno Bekolo-Ebe, économiste camerounais
- Clémentine Charuel, compositrice française.
- Michelle Coquillat, essayiste française.
- Emelie De Jong (1964-), directrice à Arte puis directrice de France Culture.
- Jean-François Delmas, archiviste paléographe, directeur de la bibliothèque Inguimbertine et des musées de Carpentras.
- Marie Drucker, journaliste et animatrice de télévision française.
- Luc Ferry, philosophe, ministre de l'Éducation nationale (2003-2004).
- Henri Guaino, haut fonctionnaire et homme politique français, conseiller du président de la République Nicolas Sarkozy.
- Emmanuel Guttierez, comédien français.
- El Hadj Ibrahima Sall, homme politique sénégalais, ministre du Plan du Sénégal de 1998 à 2000.
- Aïcha Snoussi, artiste tunisienne.
- Carole Juge-Llewellyn, dirigeante d'entreprise et romancière.
- Hamad ben Abdulaziz al-Kawari, ancien ambassadeur du Qatar en France, aux États-Unis, à Milan, à l'ONU et à l'UNESCO, actuellement conseiller au palais royal du Qatar.
- Anatoly Livry, philosophe suisse.
- Frédéric Le Moal, historien français.
- Xavier Le Person, historien français
- Xavier de Moulins, journaliste français.
- Olivette Otele, historienne britannique.
- Jean-Frédéric Poisson, homme politique français, député de la 10e circonscription des Yvelines entre 2007 et 2017.
- Adeline Rucquoi, historienne française.
- Nada Sehnaoui, artiste plasticienne.
- Christiane Taubira, femme politique française, garde des Sceaux, ministre de la Justice de 2012 à 2016.
- Jacqueline Kennedy-Onassis, 37e Première dame des États-Unis, épouse de John Fitzgerald Kennedy
- Jean-Pierre Thiollet, journaliste et écrivain français.
- Shunichi Yamaguchi (en)[44], homme politique japonais, ministre du gouvernement de Shinzō Abe.
- Benoît Yvert, directeur du livre et de la lecture au ministère de la Culture et de la Communication, et président du Centre national du livre de 2005 à 2009.

## Critiques
De très nombreux mails d'hameçonnage sont envoyés à l'aide d'adresses de la messagerie officielle « @etu.sorbonne-universite.fr ».

## Sources et références
1. ↑  Nom d’usage dont s'est doté l'établissement par délibération de son conseil d’administration.
2. ↑  Article D711-1 du code de l’éducation
3. 1 2  Décret no 2017-596 du 21 avril 2017 portant création de l'université Sorbonne Université
4. ↑  « Partenariats universitaires », sur Sorbonne Université (consulté le 12 décembre 2020)
5. ↑  Décret du 23 décembre 1970 portant érection d’universités et instituts nationaux polytechniques en établissements publics à caractère scientifique et culturel
6. ↑  Décret du 22 juin 2010 portant approbation des statuts de la fondation de coopération scientifique « Sorbonne Universités » et  décret no 2015-664 du 10 juin 2015 portant création de la communauté d'universités et établissements « Sorbonne Universités » et approbation de ses statuts
7. ↑  Camille Stromboni, « « Sorbonne université » : Pierre-et-Marie-Curie et Paris-Sorbonne en route vers la fusion », Le Monde,‎ 20 janvier 2017 (lire en ligne)
8. ↑  « https://www.lemonde.fr/archives/article/1990/06/24/deces-d-alphonse-dupront-premier-president-de-l-universite-paris-iv_3994493_1819218.html »
9. ↑  « https://www.lemonde.fr/archives/article/1976/03/01/m-raymond-polin-est-elu-president-de-l-universite-de-paris-sorbonne_2959981_1819218.html »
10. ↑  « https://www.persee.fr/doc/inrp_1295-1234_2008_ant_1_5_3411 »
11. ↑  « https://www.lemonde.fr/archives/article/1989/03/25/elections-de-presidents-d-universite-m-michel-meslin-a-paris-iv_4112195_1819218.html »
12. ↑  « https://www.sudouest.fr/lot-et-garonne/saint-vite/jean-pierre-poussou-l-autre-star-du-village-9460855.php »
13. 1 2  « https://www.cairn.info/revue-dix-septieme-siecle-2014-4-page-585.htm »
14. ↑  « https://www.lefigaro.fr/actualite-france/2018/04/19/01016-20180419ARTFIG00264-jean-robert-pitte-les-plus-enerves-ce-sont-les-professeurs-d-universite.php »
15. ↑  « https://www.letudiant.fr/educpros/enquetes/universites-ces-presidents-qui-veulent-rempiler.html »
16. ↑  « https://www.aefinfo.fr/depeche/534962-barthelemy-jobert-est-reelu-president-de-l-universite-paris-sorbonne »
17. ↑  « Textes officiels | ESPE Paris », sur www.espe-paris.fr (consulté le 31 octobre 2018)
18. ↑  http://www.enec.cnrs.fr/ Laboratoire de géographie Espaces Nature et Culture, Unité Mixte de Recherche 8185 Paris-Sorbonne / CNRS.
19. ↑  Figaro
20. ↑  site officiel du PRES
21. ↑  http://www.paris-sorbonne.fr/nos-formations/les-ufr/sciences-humaines/histoire/cursus-et-diplomes-3116/
22. ↑  http://www.paris-sorbonne.fr/fr/spip.php?article12316
23. ↑  http://www.paris-sorbonne.fr/fr/spip.php?article11395
24. ↑  http://www.paris-sorbonne.fr/vous-etes-navigation-par-profils/partenaires/
25. 1 2 3 4  Agence d'évaluation de la recherche et de l'enseignement supérieur novembre 2009, p. 6
26. ↑  (de) « Départ - d'actualité - Universität Bonn », sur uni-bonn.de via Wikiwix (consulté le 10 octobre 2023).
27. ↑  Agence d'évaluation de la recherche et de l'enseignement supérieur novembre 2009, p. 36
28. ↑  « QS World University Rankings 2016 », Top Universities,‎ 25 août 2016 (lire en ligne, consulté le 15 mai 2017)
29. ↑  « Arts and Humanities », Top Universities,‎ 3 mars 2017 (lire en ligne, consulté le 15 mai 2017)
30. ↑  « Home », sur Times Higher Education (THE) (consulté le 4 juillet 2020).
31. ↑  Jean-Richard Cytermann, Repères et références statistiques sur les enseignements, la formation et la recherche, édition 2001, Imprimerie nationale, p. 161,  (ISBN 2-11-092136-6), consulté sur www.education.gouv.fr le 10 août 2010
32. ↑  Jean-Richard Cytermann, Repères et références statistiques sur les enseignements, la formation et la recherche, édition 2002, Imprimerie nationale, p. 159,  (ISBN 2-11-092152-8), consulté sur www.education.gouv.fr le 10 août 2010
33. ↑  Claudine Peretti, Repères et références statistiques sur les enseignements, la formation et la recherche, édition 2003, Imprimerie nationale, p. 155,  (ISBN 2-11-093455-7), consulté sur www.education.gouv.fr le 10 août 2010
34. ↑  Claudine Peretti, Repères et références statistiques sur les enseignements, la formation et la recherche, édition 2004, Imprimerie nationale, p. 159,  (ISBN 2-11-094345-9), consulté sur www.education.gouv.fr le 10 août 2010
35. ↑  Claudine Peretti, Repères et références statistiques sur les enseignements, la formation et la recherche, édition 2005, Imprimerie nationale, p. 175,  (ISBN 2-11-095390 X), consulté sur www.education.gouv.fr le 10 août 2010
36. ↑  Repères et références statistiques sur les enseignements, la formation et la recherche, édition 2006, Imprimerie nationale, p. 179, consulté sur www.education.gouv.fr le 10 août 2010
37. ↑  Repères et références statistiques sur les enseignements, la formation et la recherche, édition 2007, Imprimerie nationale, p. 181, consulté sur www.education.gouv.fr le 10 août 2010
38. ↑  Repères et références statistiques sur les enseignements, la formation et la recherche, édition 2008, Imprimerie nationale, p. 173, consulté sur www.education.gouv.fr le 10 août 2010
39. ↑  Daniel Vitry, Repères et références statistiques sur les enseignements, la formation et la recherche, édition 2009, Imprimerie moderne de l’Est, p. 175,  (ISBN 978-2-11-097805-9), consulté sur www.education.gouv.fr le 10 août 2010
40. ↑  Michel Quéré, Repères et références statistiques sur les enseignements, la formation et la recherche, édition 2010, Imprimerie moderne de l’Est, p. 173,  (ISBN 978-2-11-097819-6), consulté sur www.education.gouv.fr le 17 septembre 2010
41. ↑  Michel Quéré, Repères et références statistiques sur les enseignements, la formation et la recherche, édition 2011, Imprimerie moderne de l’Est, p. 175,  (ISBN 978-2-11-097810-3), consulté sur www.education.gouv.fr le 2 septembre 2011
42. ↑  Michel Quéré, Repères et références statistiques sur les enseignements, la formation et la recherche, édition 2012, Imprimerie moderne de l’Est, p. 177,  (ISBN 978-2-11-099368-7), consulté sur www.education.gouv.fr le 30 août 2012
43. ↑  (ja) 私の経歴, site officiel de Shunichi Yamaguchi, consulté sur www.yamashun.jp le 17 mars 2017
44. ↑  « L’université Paris-Sorbonne est-elle un nid de « scammers » ? », sur www.20minutes.fr, 2 août 2024 (consulté le 14 octobre 2024)